# شهرستان ماچو
شهرستان ماچو (به لاتین: Maqu County) یک منطقهٔ مسکونی در چین است که در ولایت خودمختار گاننان تبتی واقع شده‌است.